# René Guénon
René Guénon (Blois, 25 de novembre de 1886 - el Caire, 7 de gener del 1951) (també anomenat Abd-al-Wahid Yahya després d'iniciar-se en el sufisme) va ser un filòsof i metafísic francès conegut pels seus escrits de caràcter espiritual i esotèric, i com a divulgador del pensament oriental. La seva obra va modificar substancialment la percepció de l'esoterisme a Occident a partir de la segona meitat del segle XX i va tenir una profunda influència en escriptors tan diversos com Mircea Eliade, Raymond Queneau o André Breton. Igualment, se l'associa amb Ananda Coomaraswamy, un altre gran metafísic del segle xx.
Guénon contraposava les civilitzacions que s'han mantingut fidels a "l'esperit tradicional" i que, segons ell, "només en queden representants a Orient", al conjunt de la civilització moderna, que considerava com a "desviada". Així, es proposava ser un "transmissor" de certs aspectes de les doctrines metafísiques d'Orient que definia com a "universals" (és a dir, presents com a rerefons dels diversos corrents de pensament, des del taoisme fins al sufisme, passant per l'hinduisme) considerant-los com a essencialment "no individuals", connectats a un coneixement superior "directe i immediat", que ell anomenava la "intuïció intel·lectual".
Va publicar disset llibres en francès (també va contribuir en àrab a la revista El Maarifa) i pòstumament van aparèixer deu col·leccions d'articles seus. La seva obra ha estat traduïda a més de vint idiomes.

## Obra
- Introduction générale à l'étude des doctrines hindoues, París, Marcel Rivière, 1921
- Le Théosophisme, histoire d'une pseudo-religion, París, Nouvelle Librairie Nationale, 1921
- L'Erreur spirite, París, Marcel Rivière, 1923
- Orient et Occident, París, Payot, 1924
- L'Homme et son devenir selon le Vêdânta, París, Bossard, 1925
- L'Ésotérisme de Dante, París, Ch. Bosse, 1925
- Le Roi du Monde, París, Ch. Bosse, 1927
- La Crise du monde moderne, París, Bossard, 1927
- Autorité spirituelle et pouvoir temporel, París, Vrin, 1929
- Saint Bernard, Publiroc, 1929
- Le Symbolisme de la Croix, Véga, 1931
- Les États multiples de l'Être, Véga, 1932
- La Métaphysique orientale, Editions traditionnelles, 1939
- Le Règne de la Quantité et les Signes des Temps, Gallimard, 1945
- Les Principes du Calcul infinitésimal, Gallimard, 1946
- Aperçus sur l'Initiation, Éditions Traditionnelles, 1946
- La Grande Triade, Gallimard, 1946

### Col·leccions pòstumes
- Aperçus sur l'ésotérisme chrétien, Éditions Traditionnelles (1954)
- Aperçus sur l'ésotérisme islamique et le taoïsme, Gallimard, París,(1973). ISBN 2-07-028547-2
- Comptes rendus, Éditions traditionnelles(1986). ISBN 2-7138-0061-7
- Études sur l'Hindouisme, Éditions Traditionnelles, París,(1967).
- Études sur la Franc-maçonnerie et le Compagnonnage, Tom 1,(1964) Éditions Traditionnelles, París. ISBN 2-7138-0066-8
- Études sur la Franc-maçonnerie et le Compagnonnage, Tom 2, (1965) Éditions Traditionnelles, París. ISBN 2-7138-0067-6
- Formes traditionnelles et cycles cosmiques, Gallimard, París (1970). ISBN 2-07-027053-X
- Initiation et Réalisation spirituelle, Éditions Traditionnelles,1952).ISBN 978-2-7138-0058-0
- Mélanges, Gallimard, París(1976). ISBN 2-07-072062-4
- Symboles de la Science sacrée (1962), Gallimard, París. ISBN 2-07-029752-7
- Articles et Comptes-Rendus, Tome 1, Éditions Traditionnelles (2002).ISBN 2-7138-0183-4